# بلویدیر (داکوتای جنوبی)
بلویدیر(به انگلیسی: Belvidere) شهری در ایالت داکوتای جنوبی کشور ایالات متحده آمریکا است که جمعیت آن در سرشماری سال ۲۰۱۰ میلادی، ۴۹ نفر بوده‌است.